# Федорич Іван
Іва́н Федо́рич (псевдо: «Байда») (1920, с. Максимівка, Долинський повіт — 29 травня 1949, с. Витвиця, Долинського району, Івано-Франківської області) — командир сотні УПА «Опришки», лицар Бронзового хреста бойової заслуги УПА.

## Життєпис
Народився 1920 року в с. Максимівка Долинського повіту (тепер — Долинського району Івано-Франківської області) в родині селян. Після закінчення сільської школи працював у господарстві батьків. В кінця листопада 1944 р. вступив до новоорганізованої сотні «Опришки» (командир — Володимир Депутат «Довбуш») у Групі «Магура» ВО-4 «Говерля» УПА-Захід. Проявив відвагу в бою 25 квітня 1945 р. на г. Нягрин, де отримав поранення. Після лікування призначений командиром рою у другій чоті. Відзначився командирським умінням у бою 30 січня 1946 р. на г. Лиса, прикриваючи відхід відділу 88 «Опришки».
Після загибелі командира «Довбуша» на початку жовтня 1946 р. перебрав командування над сотнею «Опришки» (відділ 88). Влітку 1947 р. у зв'язку з демобілізацією відділів ТВ-23 «Магура» переведений до теренової мережі ОУН — призначений керівником боївки СБ Вигодського районного проводу ОУН. 
Загинув 29 травня 1949 р. в с. Витвиця Болехівського району Станіславської області (тепер — Долинського району, Івано-Франківської області).

## Нагороди
- Згідно з Наказом Крайового військового штабу УПА-Захід ч. 20 від 15.08.1946 р. командир рою 2-ї чоти сотні УПА «Опришки» Іван Федорич — «Байда» нагороджений Бронзовим хрестом бойової заслуги УПА.
- Відзначений однією Срібною Зіркою за рани.